# Škrlatica
Škrlatica (nekad zvana Suhi plaz) je vrh visok 2740 m i drugi po veličini najveći vrh u Sloveniji, a po visini se nalazi odmah iza Triglava. Nalazi se u Julijskim Alpama, na vrhu Škrlatice stoji križ. S vrha se pruža pogled na dolinu Vrata, Triglav te susjednu Dolkovu špicu.